# Mollia cristinae
Mollia cristinae is een mosdiertjessoort uit de familie van de Microporidae. De wetenschappelijke naam van de soort is voor het eerst geldig gepubliceerd in 2010 door Javier Souto, Oscar Reverter-Gil en Eugenio Fernández-Pulpeiro.